# 館明次郎
館 明次郎（たち めいじろう、1882年〈明治15年〉4月15日 - 1933年〈昭和8年〉4月27日）は、日本の海軍軍人。第二水雷戦隊司令官を務めるなど水雷の権威であった海軍少将である。予備役後、帝国海軍水雷術史を編纂した。

## 略歴
富山県出身。海軍兵学校を187名中52番で卒業(30期)。同期に百武源吾、今村信次郎、松山茂らがいる。「富士」、「日進」乗組み等を経て｢曙｣乗組み中尉として日本海海戦に参戦。戦後は海軍水雷学校特修学生を修了し、水雷専攻士官となる。「夕凪」駆逐艦長兼「疾風」駆逐艦長等を経て海軍大学校甲種学生(11期)を卒業。
その後「白雲」駆逐艦長を経て海軍少佐に昇進。「橘」駆逐艦長、第二艦隊参謀、佐世保鎮守府参謀、第二水雷戦隊参謀、水雷学校教官等を務める。この少佐時代には、魚雷射法に公算学及び誤差学を導入する研究を松山茂等から継承し、横尾敬義とともに推進した。なお、魚雷の「命中曲線図」を考案し魚雷射法計画の向上に貢献した高柳稲雄、「敵艦進路の誤測による魚雷の偏差」を発表した常盤盛衛、並びに松山、横尾、そして館は海兵の同期生である。
欧米出張を経て海軍中佐に昇進。第5駆逐隊司令、第21駆逐隊司令、海大教官等を経て海軍大佐に進級し、「龍田」艦長、水雷学校教頭、「比叡」艦長、呉防備隊司令を歴任するとともに、艦船衝突事故の査問委員に再々任命されている。1926年（大正15年）12月1日、少将昇進。第二水雷戦隊司令官に就任した。1929年（昭和4年）3月25日予備役編入となる。
その後も軍令部水雷術史編纂事務嘱託、海大教育資料調査事務嘱託を委任され『帝国海軍水雷術史』を編纂し、富山県海軍会代表を務めた。

## 栄典
位階
- 1904年（明治37年）3月18日 - 正八位[3]
- 1905年（明治38年）2月14日 - 従七位[4]
- 1907年（明治40年）11月30日 - 正七位[5]
- 1913年（大正2年）2月10日 - 従六位[6]
- 1918年（大正7年）1月30日 - 正六位[7]
- 1922年（大正11年）1月20日 - 従五位[8]
- 1926年（昭和元年）12月28日 - 正五位[9]

勲章等
- 1906年（明治39年）4月1日 - 功五級金鵄勲章・勲六等単光旭日章・明治三十七八年従軍記章[10]